# Jan Sanders van Hemessen

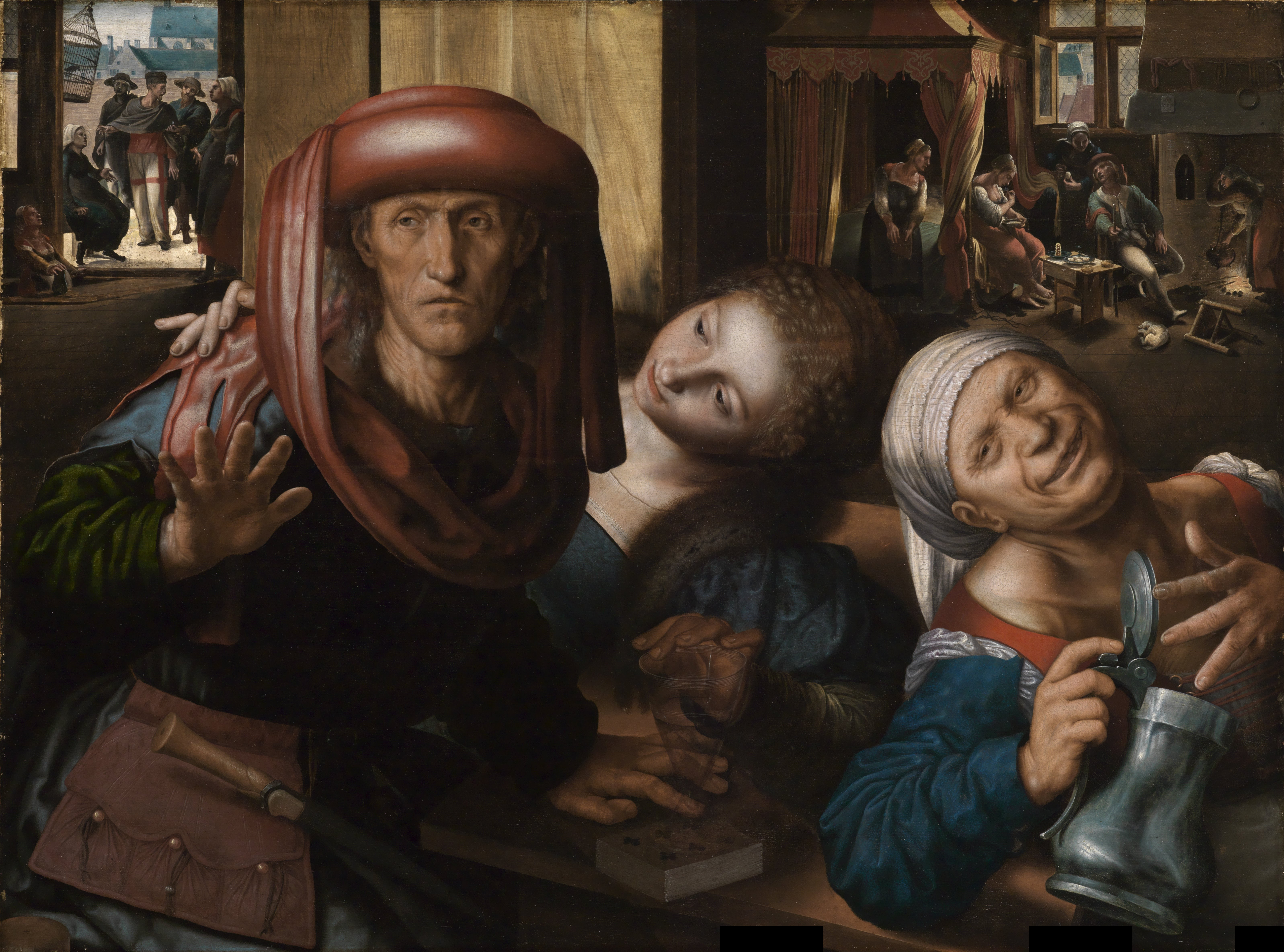
Glatt lag, målad omkring 1545-1550, i Gemäldegalerie, Karlsruhe.

Jan Sanders van Hemessen, född omkring 1500, död omkring 1575, var en flamländsk målare.
Hemessen var en typisk övergångsmästare med anknytning till både nederländskt och italienskt måleri. Inom genrebilden var han en föregångare till Pieter Aertsen och Jacob Jordaens, och är mest berömd för sina halvfigurer i Quinten Matsys stil, under det att Kristus som smärtomannen är hans vanligaste motiv. Hemessen finns representerad på Nationalmuseum i Stockholm med Jungfru Maria med Jesusbarnet, signerad 1544.

### Fotnoter
1. ↑  Nationalmuseums webbplats